# Danger en altitude

Danger en altitude (Destination: Infestation) est un téléfilm canadien réalisé par George Mendeluk et diffusé aux États-Unis le 7 juillet 2007 sur Lifetime Movie Network.

## Synopsis
Une colonie de fourmis mutantes s'attaque aux passagers d'un avion de ligne se rendant aux États-Unis. Carrie Ross, une entomologiste qui voyage avec sa fille, essaie d'empêcher cette catastrophe annoncée. Assistée de la police de l'air ainsi que des membres de l'équipage, la jeune femme doit se battre contre ces insectes venimeux.

## Fiche technique
- Titre alternatif : Swarm
- Réalisation : George Mendeluk
- Scénario : Mary Weinstein
- Société de production : Insight Film Studios
- Durée : 89 minutes
- Pays :  Canada

## Distribution
- Jessalyn Gilsig (VF : Rafaèle Moutier) : Docteur Carolyn Ross
- Antonio Sabato Jr. (VF : Emmanuel Curtil) : Ethan Hart
- Serge Houde : Capitaine Dan McReady
- Karen Holness (VF : Charlotte Marin) : Kayla Johnson
- Matt Bellefleur : Ken
- Matthew Harrison (VF : Éric Aubrahn) : Dean Phillips
- Emily Tennant : Jamie Ross
- Craig Veroni (en) : Neil Webb
- David Allan Pearson : Donald Aubrey
- Ryan McDonell : Paulie
- Michelle Boback (VF : Annabelle Roux) : Robbie Avila
- Jill Morrison (VF : Dorothée Jemma) : Judy Perez
- Ivan Cermak (VF : Alexandre Gillet) : Jason Blyth
- Lisa Marie Caruk (VF : Léa Gabriele) : Beverly Blyth
- Mackenzie Gray : Blumenthal
- Bruno Verdoni : Fredericks
- Michelle Lonsdale Smith : Simmons
- Daniel Bacon (en) : Monaghan
- Craig Brunanski : Miami ATC
- Jason Diablo : Chef de l'équipe rouge
- Michael Chase : Hal Roberts